# Uracis fastigiata
Uracis fastigiata is een libellensoort uit de familie van de korenbouten (Libellulidae), onderorde echte libellen (Anisoptera).
De wetenschappelijke naam Uracis fastigiata is voor het eerst geldig gepubliceerd in 1839 door Burmeister.